# 최수민 (핸드볼 선수)
최수민(1990년 1월 9일~)은 대한민국의 핸드볼 선수이며, 포지션은 레프트윙이다. 현재 SK 슈가글라이더즈 소속으로 뛰고 있다.

## 학력
- 구월초등학교
- 인천여자고등학교
- 한국체육대학교

## 경력
- 2014년 아시안 게임 여자 핸드볼 국가대표

## 수상
- 2014년 아시안 게임 여자 핸드볼 금메달
- 2018년 아시안 게임 여자 핸드볼 금메달